# Kris De Wree
Kris De Wree (Sint-Gillis-Waas, 21 maggio 1981) è un ex calciatore belga, di ruolo difensore.

## Palmarès

### Giocatore

#### Competizioni nazionali
- Coppa del Belgio: 1

Germinal Beerschot: 2004-2005